# Hult (Eksjö)
Hult is een plaats in de gemeente Eksjö in het landschap Småland en de provincie Jönköpings län in Zweden. De plaats heeft 473 inwoners (2005) en een oppervlakte van 52 hectare.

## Verkeer en vervoer
Bij de plaats loopt de Riksväg 40.
De plaats heeft een station aan de spoorlijn Hultsfred - Nässjö.